# Риу-ду-Антониу (Баия)
Риу-ду-Антониу (порт. Rio do Antônio)  —  муниципалитет в Бразилии, входит в штат Баия. Составная часть мезорегиона Юго-центральная часть штата Баия. Входит в экономико-статистический микрорегион Брумаду. Население составляет 15 596 человек на 2006 год. Занимает площадь 986,990 км². Плотность населения — 15,8 чел./км².
Праздник города — 27 июля.

## История
Город основан в 1874 году.

## Статистика
- Валовой внутренний продукт на 2003 год составляет 23 082 497,00 реалов (данные: Бразильский институт географии и статистики).
- Валовой внутренний продукт на душу населения на 2003 год составляет 1522,99 реала (данные: Бразильский институт географии и статистики).
- Индекс развития человеческого потенциала на 2000 год составляет 0,590 (данные: Программа развития ООН).

## География
Климат местности: полупустыня.